# Albino Magaia
Albino Magaia   (Maputo, 27 de febrer de 1947 - Maputo, 27 de març de 2010) fou un periodista, poeta i escriptor moçambiquès.

## Biografia
En la seva joventut fou membre del Núcleo dos Estudantes Secundários Africanos de Moçambique (NESAM). Com a periodista, va ser director del setmanari Tempo, propietari del diari Notícias i dels setmanaris Domingo i Desafío, també secretari general de l'Associació d'Escriptors de Moçambic (AEMO). Va ser diputat a l'Assemblea Nacional.

## Obres publicades
- Assim no tempo derrubado. Maputo, Instituto Nacional do Livro e do Disco, 1982.[3]
- Yô Mabalane!. Maputo, Cadernos Tempo, 1983. (novel·la)
  - Prefácio de Gilberto Matusse.
- Malungate. Maputo, Associação dos Escritores Moçambicanos, 1987. Colecção Karingana. (novel·la)